# 蘇亞納區
蘇亞納區（西班牙語：Distrito de Sullana），是秘魯的一個區，位於該國西北部皮烏拉大區的蘇亞納省，始建於1840年10月8日，面積488.01平方公里，海拔高度60米，2005年人口149,261，人口密度每平方公里310人。
4°53′24″S 80°41′15″W / 4.8901°S 80.6874°W